# Endel Lippmaa
Endel Lippmaa (* 15. September 1930 in Tartu; † 30. Juli 2015) war ein estnischer Wissenschaftler und Politiker.

## Wissenschaftler
Nach dem Abitur 1948 in Tallinn studierte Lippmaa bis 1953 an der Technischen Universität Tallinn (TTÜ). 1956 wurde er Kandidat der Wissenschaften, dies entspricht etwa dem heutigen Doktorgrad. Von 1956 bis 1961 war er wissenschaftlicher Mitarbeiter und Dozent an der Technischen Universität Tallinn. Von 1961 bis 1980 war er Leiter des Bereichs Physik am Institut für Kybernetik der Akademie der Wissenschaften Estlands, anschließend Direktor und Laborleiter des dortigen Instituts für Physikalische Chemie und Biophysik.
Endel Lippmaa promovierte 1969 am Chemisch-Physikalischen Institut der Akademie der Wissenschaften der Estnischen SSR in mathematischer Physik. 1971 wurde er Professor für Physikalische Chemie. Seit 1993 lehrt er als Professor an der Universität Tartu.
Lippmaa leitete die Abteilung für Physik und Astronomie der Estnischen Akademie der Wissenschaften in Tallinn. Seit 2001 war er Leiter des estnischen Spitzenzentrums für Analytische Spektrometrie.

## Auszeichnungen
Endel Lippmaa erhielt zahlreiche nationale und internationale Auszeichnungen. 1975 wurde er Ehrendoktor der Universität Jyväskylä und 1991 Ehrendoktor der Technischen Universität Tallinn. 1992 wurde er gemeinsam mit Günter Engelhardt mit dem Max-Planck-Forschungspreis ausgezeichnet.

## Politiker
Kurz vor Wiedererlangung der estnischen Unabhängigkeit wurde Lippmaa auch politisch aktiv. Von 1989 bis 1991 war er Mitglied der estnischen Delegation bei den Verhandlungen in Moskau. Von April 1990 bis Januar 1991 war er Minister ohne Geschäftsbereich im Kabinett von Ministerpräsident Edgar Savisaar und dort zuständig für Ostpolitik. 1995/96 war er Minister ohne Geschäftsbereich (Europäische Integration) in den Kabinetten von Ministerpräsident Tiit Vähi. Von 1996 bis 1999 war Endel Lippmaa Abgeordneter des estnischen Parlaments (Riigikogu). Gleichzeitig war er von 1993 bis 1999 Mitglied des Stadtrats von Tallinn.

## Privatleben
Endel Lippmaa war verheiratet und hatte zwei Söhne.